# Андріївка (Володарсько-Волинський район)
Андріївка (рос. Андреевка, пол. Andrejówka) — колишня німецька колонія у Горошківській (Кутузівській) волості Житомирського повіту Волинської губернії та Краївщинській сільській раді Володарсько-Волинського (Кутузівського) і Коростенського (Ушомирського) районів Коростенської, Волинської (Житомирської) округ та Київської області.
Лютеранське поселення на орендованих землях, північно-західніше м. Житомира, лютеранська парафія — у с. Геймталь.

## Населення
Кількість населення: в кінці 19 століття — 151 мешканець і 27 дворів, у 1906 році — 147 осіб та 28 дворів, у 1910 році — 153 особи, у 1923 році — 223 особи та 34 двори, у 1924 році — 248 осіб, з перевагою населення німецької національности, кількість дворів — 44.

## Історія
В кінці 19 століття — колонія Горошківської волості Житомирського повіту, за 52 версти від Житомира.
В 1906 році входила до складу Горошківської волості (1-го стану) Житомирського повіту Волинської губернії. Відстань до губернського та повітового центра, м. Житомир, складала 51 версту, до волосної управи в містечку Горошки — 9 верст. Найближче поштово-телеграфне відділення розташовувалось в Горошках.
У 1923 році колонія увійшла до складу новоствореної Краївщинської сільської ради, котра, від 7 березня 1923 року, стала частиною новоутвореного Кутузівського (згодом — Володарсько-Волинський) району Коростенської округи (від 17 червня 1925 року — Житомирської округи). Відстань до районного центру, міст. Кутузово, становила 16 верст, до центру сільської ради, с. Краївщина, 1,5 версти. З 12 січня 1924 року до 1 грудня 1924 року, у складі сільської ради, перебувала в підпорядкуванні Коростенського району Коростенської округи. Вдруге увійшла (в складі сільради) до складу Ушомирського (згодом — Коростенський) району 23 вересня 1925 року. 11 червня 1933 року повернута до складу Володарсько-Волинського району Київської області.
Станом на 1 жовтня 1941 року знята з обліку населених пунктів.